# Senayit Worku
Senayit Worku är en etiopisk konstnär, illustratör och grafisk designer, utbildad vid Addis Abeba School of Fine Arts. Hon har illustrerat ett flertal barnböcker, arbetar med film och animation och har deltagit i konstutställningar. Hon bor och verkar i Addis Abeba.